# Tour de San Luis femení
El Tour de San Luis femení és una competició ciclista femenina per etapes que es disputa anualment, durant el mes de gener, a la província de San Luis, a l'Argentina. S'organitza paral·lelament a la seva cursa homònima masculina.
Forma part del calendari femení de l'UCI.

## Palmarès
| Any  | Vencedor           | Segon               | Tercer                   |
| ---- | ------------------ | ------------------- | ------------------------ |
| 2014 | Alison Powers      | Fernanda Souza      | Clemilda Fernandes       |
| 2015 | Janildes Fernandes | Lauren Stephens     | Ana Paula Polegatch      |
| 2016 | Katie Hall         | Małgorzata Jasińska | Arlenis Sierra Cañadilla |